# مطثية بومانية
مطثية بومانية (الاسم العلمي: Clostridium bowmanii) هي نوع من البكتيريا يتبع جنس المطثية من الفصيلة المطثاوية.